# 斯塔尼奧內群島

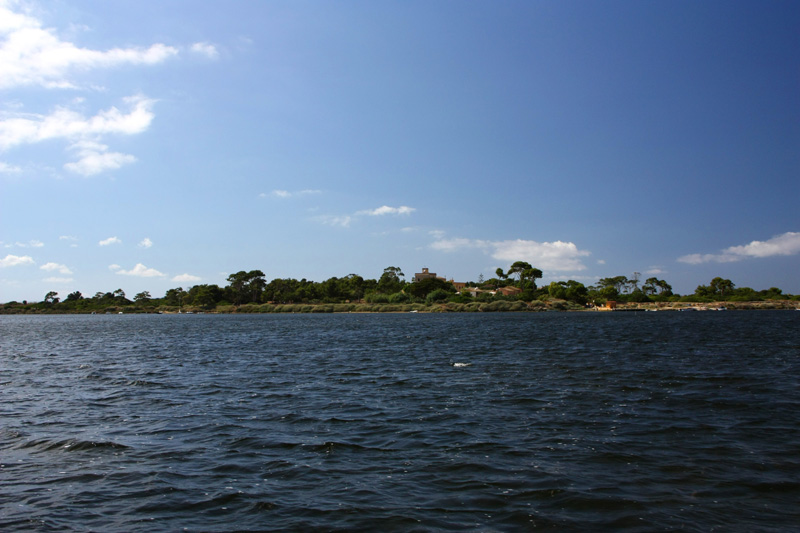

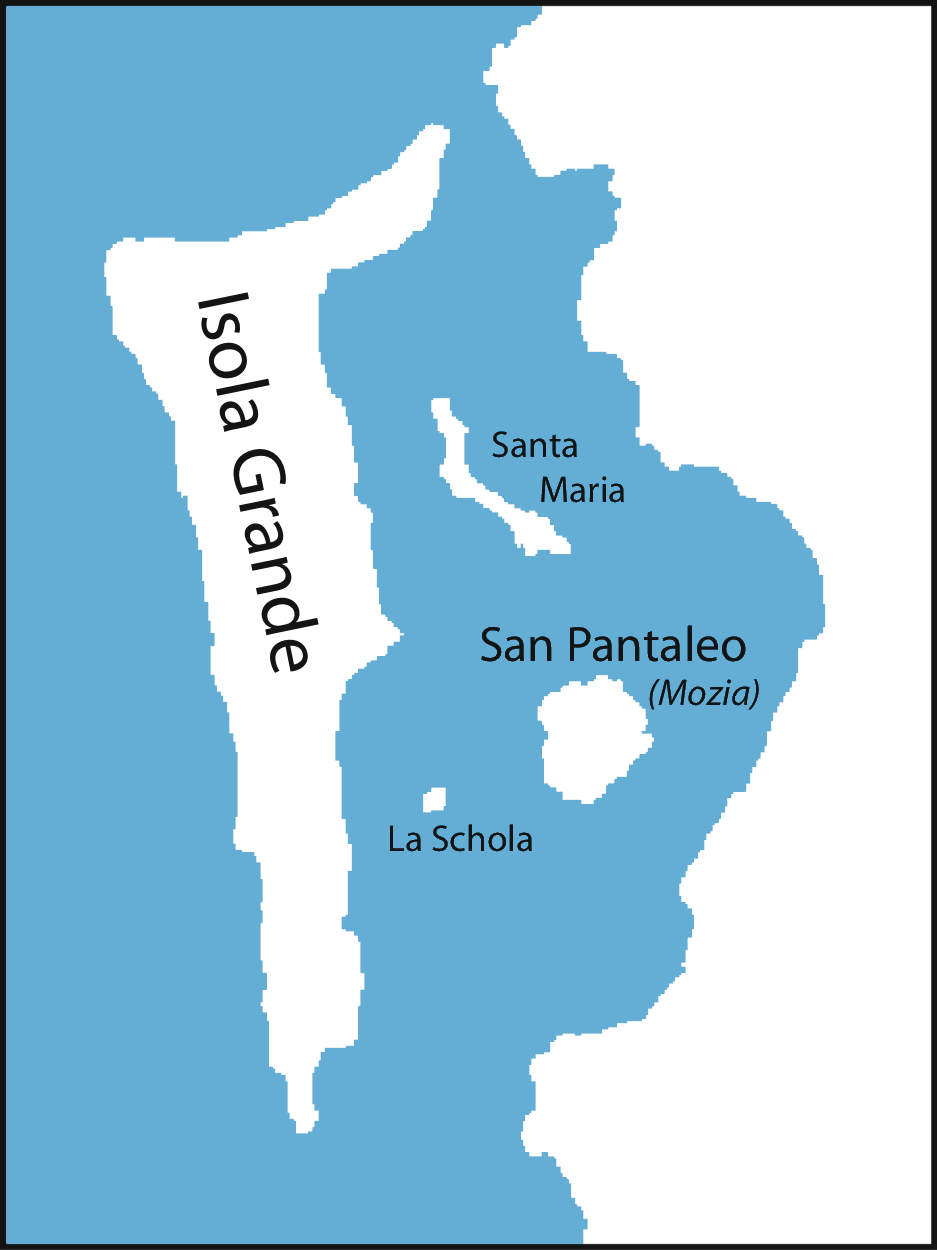

斯塔尼奧內群島是意大利的群島，位於地中海，由4座島嶼組成，行政方面由馬爾薩拉負責管轄，面積6.4平方公里，最高點海拔高度55米，2001年人口僅10人。